# Жаш
Жаш (кирг. Жаш) — село в Ноокатском районе Ошской области Кыргызстана. Входит в состав Бельского айылного аймака.

## География
Село расположено в западной части области, на берегу канала Найман, на расстоянии приблизительно 11 километров (по прямой) к западу от города Ноокат, административного центра района.

## История
Населённый пункт получил статус села 2 августа 2019 года.

## Население
Согласно оценочным данным Национального статистического комитета Кыргызской Республики, численность населения села на начало 2023 года составляла 1941 человек.
| год     | 2020 | 2021 | 2023 |
| ------- | ---- | ---- | ---- |
| человек | 1167 | 1869 | 1941 |